# Ozarba semipurpurea
Ozarba semipurpurea là một loài bướm đêm trong họ Noctuidae.